# Estenostírids
Els estenostírids (Stenostiridae) són una família d'ocells passeriformes proposta arran els recents descobriments en sistemàtica molecular (Beresford et al. 2005). Són petites aus que habiten en zones forestals i àrees obertes d'Àfrica, Àsia meridional i el sud-est asiàtic.

## Gèneres
Segons la classificació del Congrés Ornitològic Internacional (versió 13.2, 2023), aquesta família està formada per quatre gèneres amb 9 espècies:
- Gènere Chelidorhynx, amb una espècie: papamosques cua de ventall (Chelidorhynx hypoxantha).
- Gènere Stenostira, amb una espècie: papamosques follet (Stenostira scita).
- Gènere Culicicapa, amb dues espècies.
- Gènere Elminia, amb cinc espècies.

Chelidorhynx hypoxantha era fins fa poc, classificat al gènere Rhipidura, de la família dels ripidúrids.
Les espècies dels gèneres Stenostira i Culicicapa eren incloses a la família dels muscicàpids (Muscicapidae), mentre que Elminia ho era a la dels monàrquids (Monarchidae).